# Jannik Bandowski
Jannik Bandowski (* 30. März 1994 in Korbach) ist ein deutscher Fußballspieler.

## Karriere

### Vereine
Bandowski begann seine Karriere bei den Vereinen SC Blau-Gelb Korbach und TSV Korbach. Im Jahr 2009 holte ihn der SC Paderborn 07. Aufgrund seiner Leistungen bekundeten einige Profivereine Interesse an Bandowski, und so wechselte er im Jahr 2011 in das Nachwuchsleistungszentrum von Borussia Dortmund. Dort spielte er mit der A-Jugend in der A-Junioren-Bundesliga und belegte in der Saison 2011/12 den fünften Rang. In der folgenden Saison nahm er mit seiner Mannschaft an der NextGen Series teil, einem europäischen Vereinswettbewerb für U-19-Mannschaften. In einer Gruppe mit Rosenborg Trondheim, Inter Mailand und dem FC Liverpool belegte man mit fünf Punkten aus sechs Spielen den letzten Platz und schied aus.
Zum Jahreswechsel wurde er in den erweiterten Kader der zweiten Mannschaft aufgenommen, um Spielpraxis und Erfahrung zu sammeln. Am 26. Januar 2013 absolvierte Bandowski sein Debüt im Profibereich beim 2:2 gegen Wacker Burghausen, bei dem er in der 57. Minute für Marcel Halstenberg eingewechselt wurde. Bis Mitte April wurde er überwiegend in der A-Jugend eingesetzt, damit er sich auf seine anstehenden Abiturprüfungen vorbereiten konnte. Zur Saison 2013/14 rückte Bandowski in den Profikader auf. In der Wintervorbereitung auf die Rückrunde riss er sich das Syndesmoseband und die Außenbänder im Sprunggelenk und fiel für den Rest der Saison aus.
Ende Januar 2015 wurde er an den Zweitligisten TSV 1860 München verliehen. Bereits bei seinem ersten Einsatz für die Münchner Löwen am 15. Februar 2015 konnte Bandowski beim Auswärtsspiel gegen den SV Darmstadt 98 ein Tor erzielen, in dem er seine Mannschaft in der 26. Spielminute mit 1:0 in Führung brachte.
Gegen den MSV Duisburg zog er sich einen Ermüdungsbruch zu und fiel lange aus.
Sein Vertrag bei Borussia Dortmund lief bis zum 30. Juni 2017. Am 31. August 2016 wurde sein Wechsel zum VfL Bochum bekannt, wo er einen Drei-Jahres-Vertrag unterschrieb.
Am 5. August 2017 erzielte er, nach über einem Jahr Verletzungspause, bei seinem ersten Einsatz für den VfL Bochum gegen den MSV Duisburg seinen ersten Treffer. Nachdem er lediglich zwei Minuten auf dem Feld war, traf er im Ruhrderby gegen den MSV Duisburg zum 1:1-Ausgleichstreffer. Von Mai 2018 bis April 2019 fiel der Defensivspieler erneut verletzungsbedingt aus und kehrte erst am 31. Spieltag der Zweitligasaison 2018/19 wieder auf den Rasen zurück. Sein zum Saisonende auslaufender Vertrag wurde im Frühjahr nicht mehr verlängert und der Defensivspieler unterschrieb einen bis Juni 2021 gültigen Vertrag beim Drittligisten SpVgg Unterhaching.
Da Unterhaching den Vertrag nicht verlängerte, wechselte er zum TSV Steinbach Haiger. Nach dem Saisonende verließ er den hessischen Klub und wechselte zum Regionalliga-Aufsteiger Greifswalder FC. Am Ende der Saison 2023/24 wurde er mit den Vorpommern Vize-Meister hinter Energie Cottbus und verpasste nur knapp den Aufstieg in die 3. Liga.

### Nationalmannschaft
Am 6. September 2013 spielte Bandowski erstmals für eine DFB-Auswahlmannschaft. Beim 2:0-Sieg gegen die Auswahl Polens in Pfullendorf im Rahmen einer „Internationalen Spielrunde“ (mit Italien, Polen und der Schweiz) wurde er für Patrick Schorr, einem weiteren U20-Debütanten, zur zweiten Halbzeit eingewechselt.

## Erfolge
- Sieger im Mecklenburg-Vorpommern-Pokal: 2024 mit Greifswalder FC